# 尼古拉斯·隆巴尔茨
尼古拉斯·罗伯特·克里斯蒂安·隆巴尔茨（荷蘭語：Nicolas Robert Christian Lombaerts；1985年3月20日—）是一名比利时足球运动员，司职中后卫，效力于俄罗斯足球超级联赛球队圣彼得堡泽尼特。

## 俱乐部生涯
隆巴尔茨出自家乡球队布鲁日青训体系。2004年，由于布鲁日无法保证他能在一线队踢上主力，隆巴尔茨转投另一支比利时根特。
2007年7月，他转会加盟俄罗斯足球超级联赛球队圣彼得堡泽尼特，并跟随球队获得2007年俄超联赛冠军。2008年初，他因膝盖受伤未能在圣彼得堡泽尼特赢得欧洲联盟杯的淘汰赛比赛中出场，他也因此错过参加2008年奥运会的比赛。2009年7月19日，他在泽尼特2比3不敌格羅茲尼捷列克的比赛第71分钟替补亚列克谢·约诺夫出场，时隔一年半后回归球场。之后，他很快就成为球队的主力中后卫。2010年7月5日，他和泽尼特续约4年。

## 国家队生涯
2006年5月，隆巴尔茨在比利时和沙特阿拉伯的友谊赛第一次代表成年国家队出场。2010年10月12日，他在欧洲杯外围赛比利时4比4战平奥地利的比赛射进国家队首球。